# Левицький Борис Васильович
Бори́с Васи́льович Леви́цький (* 1915, Відень — † 28 жовтня 1984) — український журналіст, публіцист і політичний діяч.

## Біографія
Борис Левицький народився 1915 року у Відні в сім'ї гімназійного професора Василя Левицького. Закінчив народну та середню школу в Бережанах.
У Львівському університеті вивчав філософію та педагогіку. Наприкінці 1930-х років проявив себе як студентський діяч націоналістичного напрямку.
Борис Левицький був тісно зв'язаний з лівим крилом націоналістичного руху, очолюваним Іваном Мітринґою (1909 — 1943), у 1938—1939 роках у Львові редагував орган цього крила — газету «Нове Село».
З початком німецько-польської війни у вересні 1939 року переїхав із дружиною до Кракова.
1940 року органи НКВС заарештували його батька та вивезли до Москви, де він помер наступного року. Того ж 1940 року матір Бориса разом із хворим братом Мироном вивезли до Казахстану, де вони померли.
Під час Другої світової війни Борис Левицький був головним редактором щоденника Краківські вісті, став членом-засновником і членом ЦК Української народно-демократичної партії.
Після війни став співредактором газети «Вперед» (1949—1959) у Мюнхені, органу лівого крила Української революційно-демократичної партії (УРДП), а також референтом Німецької соціал-демократичної партії для справ СРСР (1952) і науковим співробітником «Forschungsdienst Osteuropa» у Дюссельдорфі. За допомогою останнього інституту йому вдалося розбудувати власне дослідницьке бюро з архівом про персоналії в Радянському Союзі (1973 року було близько 60 000 карток) та про інституції (понад 10 000 карток).
Від 1959 року Борис Левицький був науковим співробітником інституту Friedrich-Ebert-Stiftung і постійним співробітником журналу «Viertelsjahres Berichte», який видавав інститут. Він був членом Наукового товариства імені Шевченка, Deutsche Gesellschaft für Osteuropakunde в Штутгарті, Wirtschaftspolitische Gesellschaft von 1947 у Франкфурті над Майном та Gesellschaft für Auslandskunde. Викладав також в Українському вільному університеті.
Помер 28 жовтня 1984 року.

## Праці
Статті Бориса Левицького на українські та радянські теми публікувалися в німецькомовній пресі (особливо фахові журнали «Osteuropa» і «Österreichische Osthefte») і в польському еміграційному журналі «Kultura».
Левицький був автором кількох десятків книжок, переважно німецькою і англійською мовами, у яких він представив українську і радянську проблематику ширшому колу читачів на Заході. Серед них:
- Vom roten Terror zur sozialistischen (1961);
- Die Sowjetukraine 1944—1963 (1964);
- Terror i rewolucja (1965);
- Polityka narodowosciova Z.S.S.R. (1966);
- Die Kommunistische Partei der Sowjetunion — Portrat eines Ordens (1967; японський переклад 1970);
- Die rote Inquisition (1967; французький переклад 1968, італійський — 1969);
- Die sowjetische Nationalitätenpolitik nach Stalins Tod (1970);
- The Uses of Terror: The Soviet Secret Service 1917—1970 (1971);
- Politische Opposition in der Sowjetunion 1960 bis 1972;
- Das Sowjetvolk — Nationalitätenpolitik als Instrument des (1983);
- Politics and Society in Soviet Ukraine 1953—1980 (1984).